# Drinken

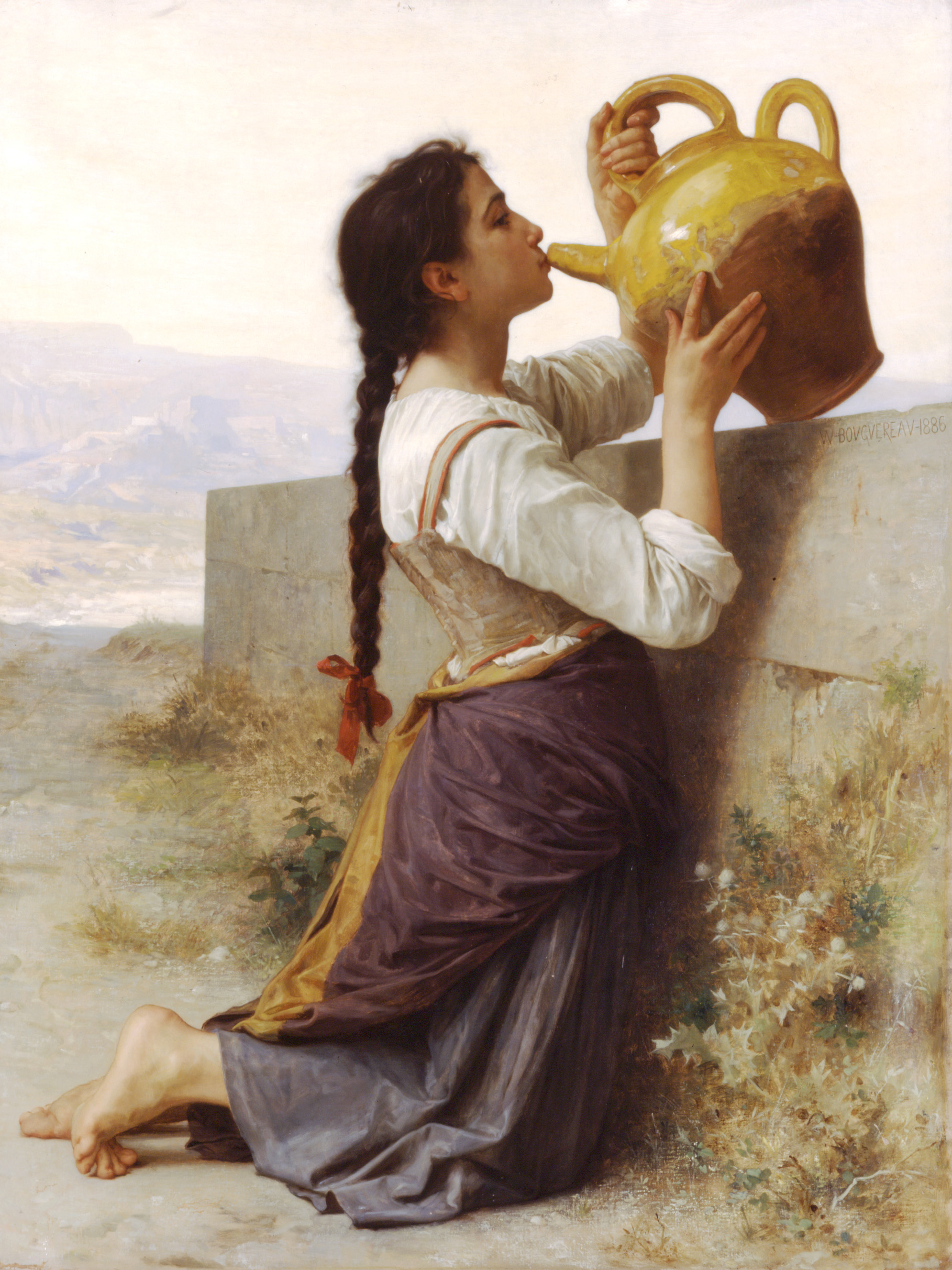
William-Adolphe Bouguereau (1825-1905) - Dorst (1886)

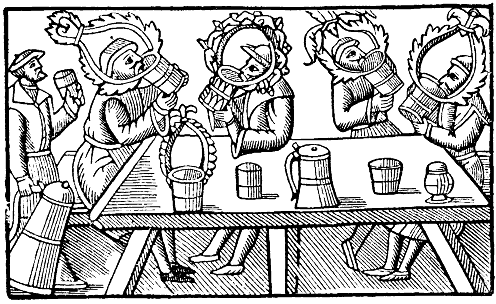
Zweeds drinkteam, Olaus Magnus Historia de gentibus septentrionalibus, 1555, afbeelding uit het Nordisk familjebok

Drinken is het door een organisme opnemen van een vloeistof via de mond. De term drinken wordt vooral gebruikt bij mensen en dieren, soms ook bij planten.
De meeste vloeistoffen die geschikt zijn om gedronken te worden bevatten voornamelijk water. Water is essentieel voor veel fysiologische processen in het lichaam.
Een bovenmatige of verminderde wateropname wordt geassocieerd met gezondheidsproblemen. "Drinken" kan ook specifiek naar het drinken van alcoholische dranken verwijzen, afhankelijk van de context waarin de term wordt gebruikt.

## Fysiologie
Een dagelijkse opname van 0,5 tot en met 1 liter water is vereist voor het normale fysiologische functioneren van het menselijk lichaam. Hiertoe behoort niet alleen water in dranken, maar ook water in voedsel. Het Nederlandse Voedingscentrum adviseert 1,5 à 2 liter vocht per dag.

## Dorst
Het gevoel veroorzaakt door dehydratie van het lichaam wordt dorst genoemd. Het gevoel van dorst is een droog gevoel in de keel en een intense wens om iets te drinken. Dorst wordt geregeld door de hypothalamus in antwoord op subtiele veranderingen in de elektrolytniveaus van het lichaam, en ook als resultaat van veranderingen in het volume doorgegeven bloed.
Het menselijk lichaam bestaat voor ongeveer 68% uit water afhankelijk van leeftijd en geslacht.

## Rol bij ziekte
Polydipsie is de consumptie van bovenmatig veel drank en is een bijverschijnsel van diverse ziekten, bijvoorbeeld diabetes.
Veel ziekten worden veroorzaakt door het gebrek aan schoon drinkwater. Het gebrek aan water kan uiteindelijk tot de dood leiden als gevolg van uitdroging.